# Knallerfrauen
Knallerfrauen es una serie de sketches cómicos de Alemania, que se estrenó en el año 2011 en la cadena Sat.1. La serie está protagonizada por la actriz Martina Hill en el papel principal. Los sketches no están relacionados entre sí y frecuentemente reflejan situaciones absurdas. Las bromas son similares en parte a las de la serie cómica francesa Vous Les Femmes.
Knallerfrauen alcanzó una gran popularidad en China, produciéndose incluso una versión en chino.

## Argumento
Martina Hill se interpreta a sí misma en varias escenas de la vida cotidiana. El humor suele surgir del contraste de sus ocurrencias y las reacciones cotidianas más anárquicas de los otros protagonistas.

## Reparto
| Actor / Actriz           | Papel          | Temporada |
| ------------------------ | -------------- | --------- |
| Martina Hill             | Varios papeles | 1–        |
| Maja Beckmann            | Varios papeles | 1–        |
| Matthias Deutelmoser     | Varios papeles | 1–        |
| Michael Krabbe           | Varios papeles | 1–        |
| Marc Benjamin Puch       | Varios papeles | 1–        |
| Anna Schäfer             | Varios papeles | 1–        |
| Jasper Smets             | Varios papeles | 1–        |
| Claus Dieter Clausnitzer | Padre          | 1–        |
| Peggy Lukac              | Madre          | 1–        |
| Andreas Jancke           | Varios papeles | 4–        |
| Maurizio Magno           | Niño           | 1–2       |
| Lara Sophie Schmitz      | Bebe           | 1–2       |

## Lanzamientos en DVD
La primera temporada fue lanzada en DVD el 16 de marzo de 2012. La segunda temporada, por su parte, el 7 de diciembre de 2012.

## Premios
- 2012: Premios Bambi - Comedia
- 2012: Premio de la comedia alemana - Mejor comedia de sketches (Beste Sketch-Show)